# گلاسگو، شهرستان کلمبیانا، اوهایو
گلاسگو (به انگلیسی: Glasgow) یک اجتماع ثبت نشده در آمریکا در ایالات متحده آمریکا است که در شهرستان کلمبیانا، اوهایو واقع شده‌است.